# 范廷召
范廷召（927年—1001年），冀州枣强（今河北省枣强县）人。后周与北宋初年武将。
后周太祖时从军，先任北面招收指挥使，后迁为殿前指挥使，追随周世宗南征北战。入宋后又追随宋太宗平灭北汉，参与收复燕云之役。1001年去世，赠侍中，《宋史》有传 。

## 親屬
- 范鐸：父親。
- 兒子－范守均，北宋初年官至散員都虞候及演州刺史[2]。
- 兒子－范守信，北宋初年曾任內殿承製及閣門祗候[3]。
- 兒子－范守宣，北宋初年曾任內殿崇班[4]。
- 兒子－范守慶，曾改名為范珪，北宋初年曾任西京河南府坊副使及淮南、江、浙、荊湖製置發運副使[5]。

## 延伸阅读
[在维基数据编辑]
 《宋史·卷289》，出自脱脱《宋史》